# GM E-Turbo
GM E-Turbo — бензиновый двигатель внутреннего сгорания, выпускающийся с 2018 года американской компанией General Motors. Двигатель оснащён системой «старт-стоп», электрическим водяным насосом и турбонаддувом с регулировочным клапаном для оптимизации топливной экономичности.
GM E-Turbo также известен как Eighth Generation Ecotec. В 2019 году двигатель был представлен на Chevrolet Malibu для корейского рынка.

## Применения
- 2018 — настоящее время Chevrolet Orlando (Китай)
- 2018 — настоящее время Buick Excelle
- 2019—2022 Chevrolet Malibu (Южная Корея)
- 2020 — настоящее время Buick Encore GX
- 2021 — настоящее время Chevrolet Trailblazer
- 2020—2021 Buick Verano
- 2019—2022 Opel Astra/Vauxhall Astra
- 2019 — настоящее время Chevrolet Tracker
- 2020 — настоящее время Buick Lacrosse[2]
- 2024 — настоящее время Chevrolet Trax
- 2024 — настоящее время Buick Envista
- Chevrolet Monza (Китай)
- Chevrolet Onix